# Mysl

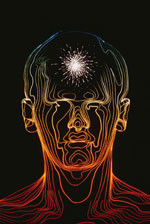
ilustrace lidské mysli

Mysl je soubor rozumu, vnímání, vůle, paměti, představivosti a cítění. Termín „mysl“ je do značné míry abstraktní a v různých kontextech se jeho definice a vlastnosti mění. Obvykle[kdy?] se mysl považuje za čistě lidskou záležitost, ale o mysli se někdy[kdy?] uvažuje i u zvířat.[zdroj⁠?!] Často[kdy?] se pojem „mysl“ vztahuje jen k myšlenkovým procesům rozumu.[zdroj⁠?!]
Předmětem zájmu je mysl ve filozofii, teologii, psychologii, neurovědě a kognitivních vědách obecně. V některých[kdo?] náboženstvích je mysl oddělená od těla, a obvykle se pak ztotožňuje s duší.[zdroj⁠?!] V přírodních vědách se mysl považuje za způsob popsání některých[kde?] částí lidského mozku.